# Wydłużak mokrotek
Wydłużak mokrotek (Xantholinus longiventris) – gatunek chrząszcza z rodziny kusakowatych i podrodziny kusaków. Zamieszkuje Palearktykę i Nearktykę.

## Taksonomia
Gatunek ten wspomniany został w literaturze po raz pierwszy w 1834 roku przez Oswalda Heera pod nazwą Xantholinus elongatus, która ze względu na brak diagnozy stanowi jednak nomen nudum. Formalnego opisu dokonał Heer w 1839 roku pod nazwą Xantholinus longiventris. Jako lokalizację typową wskazuje się Szwajcarię.

## Morfologia

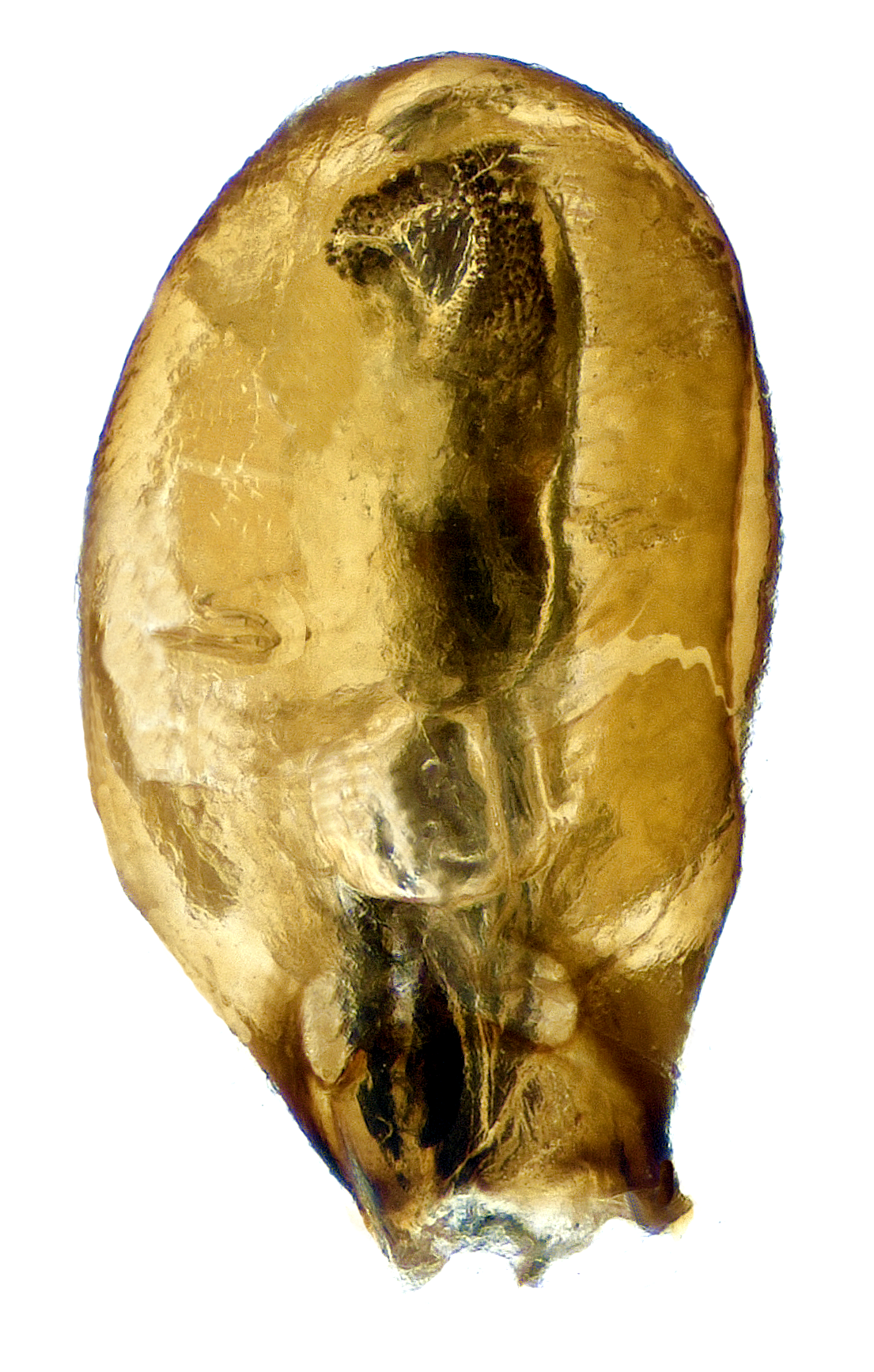
Edeagus

Chrząszcz o wąskim, silnie wydłużonym ciele długości od 6 do 9 mm. Głowa jest dłuższa niż szeroka, smolista z brązowym połyskiem i żółtobrunatnymi do czerwonobrunatnych głaszczkami, pozbawiona mikrorzeźby na ciemieniu. Przedplecze jest błyszczące, smoliste z brązowym połyskiem, w zarysie nieco ku tyłowi zwężone, po bokach mikrorzeźbione, pośrodku zaś mikrorzeźby pozbawione. Pokrywy są krótkie, brązowe. Odnóża są krępe, barwy żółtobrunatnej lub czerwonobrunatnej, o kolczastych goleniach. Smolistobrunatny odwłok ma nierozjaśnione tylne krawędzie tergitów. Cztery pierwsze tergity nie mają poprzecznych wgnieceń u nasady. Genitalia samca mają owalny edeagus z szeroko-taśmowatym, niezwiniętym spiralnie endofallusem, pokrytym smukłymi kolcami. Po obu stronach części nasadowej endofallusa wyrastają cztery duże, wyraźnie większe od pozostałych kolce. Jego część środkowa cechuje się brakiem krótkich wybrzuszeń z dużymi kolcami pojedynczymi. W części szczytowej endofallusa kolce rozmieszczone są w czterech szeregach podłużnych.

## Ekologia i występowanie
Owad ten zasiedla głównie tereny leśne o wilgotnym podłożu. Dużą liczebność osiąga zwłaszcza w borach bażynowych. Bytuje wśród gnijących szczątków roślinnych, w odchodach, padlinie i w dziuplach.
Gatunek pierwotnie palearktyczny, ale współcześnie jako zawleczony obecny też w Nearktyce. W Europie znany jest z Irlandii, Wielkiej Brytanii, Hiszpanii, Francji, Belgii, Luksemburgu, Holandii, Niemiec, Szwajcarii, Austrii, Włoch, Danii, Szwecji, Norwegii, Finlandii, Estonii, Łotwy, Litwy, Polski, Czech, Słowacji, Węgier, Białorusi, Ukrainy, Rumunii, Bułgarii, Słowenii, Chorwacji, Bośni i Hercegowiny, Serbii, Czarnogóry, Macedonii Północnej, Grecji i europejskiej części Rosji. Poza tym stwierdzono jego występowanie na Azorach, Maderze, w Libii, na Syberii i w Stanach Zjednoczonych.